# Marco Guadagno
Marco Guadagno (Roma, 19 dicembre 1960) è un attore, doppiatore, direttore del doppiaggio, dialoghista e regista teatrale italiano.

## Biografia
È stato regista teatrale di Quattro ritratti di madre di Arnold Wesker e di (S)oggetti smarriti, di cui è anche autore ed interprete. Ha prodotto cinque cortometraggi: Distanza di sicurezza, Ciao amore, Tradimenti, Mirko e Caterina e Animali notturni. È noto soprattutto per aver prestato voce a Jason Priestley nel ruolo di Brandon Walsh in Beverly Hills 90210, Matthew Broderick nei suoi film più importanti, Eric Stoltz in Dietro la maschera e John Leguizamo nel ruolo di Henri de Toulouse-Lautrec in Moulin Rouge!. Ha doppiato anche personaggi animati quali Quattrocchi nel cartone I Puffi, Gintoki Sakata nell'anime Gintama, Conan in Conan il ragazzo del futuro, il Bassotto Burgerbass nel cartone animato DuckTales - Avventure di paperi, la iena Banzai in Il re Leone e Il re leone 3 - Hakuna Matata, Anthony in Candy Candy e Chachi in Happy Days. Tra gli attori doppiati anche Giovanni Ribisi, Steve Guttenberg, Chris Penn e Michael Wincott in Talk Radio (1988) di Oliver Stone.
Ha curato le edizioni italiane di film come Dead Man Walking - Condannato a morte, EdTV, Miss Detective, K-PAX - Da un altro mondo, Ronin, Million Dollar Baby, The Truman Show, Elizabeth: The Golden Age, la saga di Alvin Superstar, tutti i film del Marvel Cinematic Universe tranne L'incredibile Hulk, I Puffi, I Puffi 2, la saga reboot de Il pianeta delle scimmie, il secondo e terzo capitolo della saga The Expendables, Kingsman - Secret Service, Kingsman - Il cerchio d'oro, Independence Day - Rigenerazione, Assassin's Creed  e Bohemian Rhapsody. Come film d'animazione ha curato le edizioni della saga de L'era glaciale, Rio, Rio 2 - Missione Amazzonia, I Croods e Cattivissimo me 3. Come attore ha lavorato con Verdone (Il mio miglior nemico, Io, loro e Lara) ed è stato anche in Manuale d'amore 3 di Giovanni Veronesi. In televisione ha recitato in La casa dei papà, Medicina generale, Distretto di Polizia, L'ultimo padrino, R.I.S. - Delitti imperfetti, Provaci ancora prof!, Al di là del lago, Lo zio d'America, Nati ieri, Il capitano, Il bello delle donne, Ricomincio da me, Cuore contro cuore, Casa famiglia e Incantesimo. 
È il fratello della doppiatrice Francesca Guadagno, ex marito della doppiatrice Lorena Bertini e zio della doppiatrice Perla Liberatori.

## Filmografia

### Cinema
- Festival, regia di Pupi Avati (1996)
- Il mio miglior nemico, regia di Carlo Verdone (2006)
- Non prendere impegni stasera, regia di Gianluca Maria Tavarelli (2006)
- Mio fratello è figlio unico, regia di Daniele Luchetti (2007)
- Viaggio in Italia - Una favola vera, regia di Paolo Genovese e Luca Miniero (2007)
- Io, loro e Lara, regia di Carlo Verdone (2010)
- Manuale d'amore 3, regia di Giovanni Veronesi (2011)
- Tre tocchi, regia di Marco Risi (2014)

### Televisione
- Il bello delle donne 3 – serie TV, 3 episodi  (2003)
- R.I.S. 3 - Delitti imperfetti – serie TV, episodio 3x04 (2007)
- Distretto di Polizia 7 – serie TV, episodio 7x03 (2007)
- Provaci ancora prof! – serie TV, episodio 2x02 (2007)
- L'ultimo padrino - miniserie TV (2008)
- L'incantatore di serpenti, la vita senza freno di Gian Carlo Fusco – documentario (2010)
- Trilussa - Storia d'amore e di poesia, regia di Lodovico Gasparini – miniserie TV (2013)

## Doppiaggio

### Film
- Matthew Broderick in Wargames - Giochi di guerra, Frenesie... militari, Una pazza giornata di vacanza, Il boss e la matricola, Ma capita tutto a me?, Innamorati cronici, Election, Tower Heist - Colpo ad alto livello, Margaret, Capodanno a New York, Manchester by the Sea, L'eccezione alla regola
- Toby Jones in Il rito, Captain America - Il primo Vendicatore, Hunger Games, Hunger Games: La ragazza di fuoco, Captain America: The Winter Soldier, Morgan, Atomica bionda, L'uomo di neve, Indiana Jones e il quadrante del destino, The Instigators
- Jason Priestley in Gli anni delle tentazioni, La troviamo a Beverly Hills, Tombstone, Amore e morte a Long Island, Cuore di lupo
- Giovanni Ribisi in Il volo della Fenice, Nemico pubblico - Public Enemies, Ted, Un milione di modi per morire nel West, Ted 2
- Bronson Pinchot in Fuori orario, Beverly Hills Cop - Un piedipiatti a Beverly Hills, Beverly Hills Cop III - Un piedipiatti a Beverly Hills III, Un piedipiatti a Beverly Hills - Axel F
- David Cross in Alvin Superstar, Alvin Superstar 2, Alvin Superstar 3 - Si salvi chi può!
- John Leguizamo in Moulin Rouge!, Lo scroccone e il ladro
- Matthew Lillard in Scream, Perfect Score
- Peter MacNicol in La scelta di Sophie, Battleship
- Zach Galifianakis in Tra le nuvole, A cena con un cretino
- Ike Eisenmann in Star Trek II - L'ira di Khan, Ritorno dall'ignoto
- Alexandre Sterling in Il tempo delle mele, Il tempo delle mele 2
- Don James in Talk Radio, Vendetta trasversale
- BD Wong in Stay - Nel labirinto della mente, Heart of Stone
- Dylan Kussman in L'attimo fuggente
- David Spade in Dickie Roberts - Ex piccola star
- Brad Silverman in Mi chiamo Sam
- Joe Pantoliano in Punto d'impatto
- Michael J. Fox in La luce del giorno
- Chris Penn in Footloose
- Anthony Michael Hall in La donna esplosiva, Lo gnomo e il poliziotto
- Matt Adler in Voglia di vincere
- David Krumholtz in You Stupid Man
- John Cusack in Il viaggio di Natty Gann
- Ric Young in Indiana Jones e il tempio maledetto
- Evan Richards in Su e giù per Beverly Hills
- Michael Wincott in Talk Radio
- Alan Tudyk in Molto incinta
- Jimmi Simpson in La leggenda del cacciatore di vampiri
- Kevin Foster in Iron Man
- John Cassisi in Piccoli gangsters
- Eric Stoltz in Dietro la maschera
- French Stewart in Mamma, ho allagato la casa
- Steve Guttenberg in I ragazzi venuti dal Brasile
- Manny Jacobs in La settima profezia
- Tab Thacker in Una bionda per i Wildcats
- Levi L. Knebel in Country
- Keith Knight in Polpette
- Dean Cameron in Il giallo del bidone giallo
- Curtis Armstrong in Risky Business - Fuori i vecchi... i figli ballano
- Justin Walker in Ragazze a Beverly Hills
- Tommy Kirk in Un professore fra le nuvole
- Michael Bell in Quattro zampe a San Francisco
- Larry Zerner in Week-end di terrore
- Nicolas Bro in Le mele di Adamo
- Christian Ulmen in Le particelle elementari
- Jon Cryer in Bella in rosa

### Film d'animazione
- Jen in Dark Crystal
- Bullo in Corri più che puoi Charlie Brown
- Bartolomiao in Basil l'investigatopo
- Banzai in Il re leone, Il re leone 3 - Hakuna Matata
- Orsetto in Le avventure di Peter Pan (ed.1986)
- Sammy in The Reef - Amici per le pinne
- Mauro in Rio
- Conan in Conan, il ragazzo del Futuro
- Giustino in Il segreto di NIMH 2 - Timmy alla riscossa
- Puffo Quattrocchi in I Puffi, I Puffi 2
- Laccio in I Croods, I Croods 2 - Una nuova era
- Odisseo in Mr. Peabody e Sherman
- Joker in LEGO Batman - Il film
- Red in Cars 3
- Jerry in Sing 2 - Sempre più forte

### Serie televisive
- Jason Priestley in Beverly Hills 90210, Private Eyes
- Scott Baio in Happy Days, Attenti ai ragazzi
- Ken Weatherwax in La famiglia Addams
- BD Wong in Mr. Robot
- Pete Schrum in La piccola grande Nell
- Michael DeLorenzo in Saranno famosi
- Gary Burghoff in M*A*S*H
- Vincent Dale in Salty la foca
- Chris Young in Max Headroom
- Jean-Louis Blum in Il tesoro del castello senza nome
- Adam Stroke in Conquisterò Manhattan
- Bruno Kirby in Colombo
- Andrea Giovagnoni in Chiara e gli altri
- Afonso Nigro in Anarchici grazie a Dio
- Omar Fierro in Quando arriva l'amore
- Héctor Rial in Micaela
- Dionisio Azevedo in Dona Xepa

### Cartoni animati
- Nelson Muntz in I Simpson
- Puffo Quattrocchi in I Puffi
- Solfamì in John e Solfamì
- Burger Bass in DuckTales - Avventure di paperi
- Jitters A. Dog in Raw Toonage
- Chuck in Shazzan
- Shiner in I Biskitts
- Puggsy in Attenti a Luni
- Zozo in Ovide
- Anthony in Candy Candy
- Frumle Drumle in Nils Holgersson[1]
- Ben in Lucy May
- Franti in Cuore
- Luigi Augusto/Luigi XVI in Lady Oscar
- Rabi in Bia - La sfida della magia
- Rudy in Gli gnomi delle montagne
- Re User in La spada di King Arthur
- Conan in Conan il ragazzo del futuro
- Makrar in Gundam
- Musha in UFO Robot Goldrake
- Jim in Sampei
- Ken in Judo Boy
- Hans Rosen in Grand Prix e il campionissimo
- Gintoki Sakata (1° voce) in Gintama
- Taro (2ª voce) in Rocky Joe

### Programmi televisivi
- Salvatore "Sal" Vulcano in Cattivissimi Amici (2ª voce)